# Coenina aurivena
Coenina aurivena là một loài bướm đêm trong họ Geometridae.